# Svezia ai Giochi della XXVII Olimpiade
La Svezia partecipò ai Giochi della XXVII Olimpiade, svoltisi a Sydney, Australia, dal 15 settembre al 1º ottobre 2000, con una delegazione di 150 atleti impegnati in ventidue discipline.

## Risultati

### Calcio
- Donne

| Atleta | Classifica |                   |
| --- | --- | ----------------- |
| V · D · M Nazionale svedese femminile · Calcio ai Giochi Olimpici Estivi 2000 1 Jönsson · 2 Westberg · 3 Törnqvist · 4 Larsson · 5 Bengtsson · 6 Moström · 7 Sandell · 8 Nordlund · 9 Andersson · 10 Ljungberg · 11 Svensson · 12 Marklund · 13 Call · 14 Johansson · 15 Fagerström · 16 Swedberg · 17 Sjögran · 18 Karlsson · CT : Domanski-Lyfors | 6° |                   |
| Nazionale svedese femminile · Calcio ai Giochi Olimpici Estivi 2000 | |                   |
| 1 Jönsson · 2 Westberg · 3 Törnqvist · 4 Larsson · 5 Bengtsson · 6 Moström · 7 Sandell · 8 Nordlund · 9 Andersson · 10 Ljungberg · 11 Svensson · 12 Marklund · 13 Call · 14 Johansson · 15 Fagerström · 16 Swedberg · 17 Sjögran · 18 Karlsson · CT: Domanski-Lyfors                                                                                | 1 Jönsson · 2 Westberg · 3 Törnqvist · 4 Larsson · 5 Bengtsson · 6 Moström · 7 Sandell · 8 Nordlund · 9 Andersson · 10 Ljungberg · 11 Svensson · 12 Marklund · 13 Call · 14 Johansson · 15 Fagerström · 16 Swedberg · 17 Sjögran · 18 Karlsson · CT: Domanski-Lyfors | Svezia (bandiera) |